# The Exquisite Sinner
Pour plus de détails, voir Fiche technique et Distribution.
The Exquisite Sinner est un film américain réalisé par Josef von Sternberg et Phil Rosen, sorti en 1926.
Il en existerait une copie dans les archives de Turner Entertainment.

## Synopsis
Un jeune Français bourgeois, Dominique Prad, rejette le commerce lucratif de la soie de sa famille pour mener la vie de bohème d’artiste. Fuyant son domaine pour rejoindre une bande de gitans, le peintre mentalement instable tombe amoureux d’une jolie jeune fille gitane, Silda...

## Fiche technique
- Titre : The Exquisite Sinner
- Réalisation : Josef von Sternberg et Phil Rosen
- Assistant-réalisateur : Robert Florey
- Scénario : Josef von Sternberg et Alice D.G. Miller d'après le roman d'Alden Brooks
- Photographie : Max Fabian
- Montage : John English
- Direction artistique : Cedric Gibbons et Joseph C. Wright
- Société de production :  Metro-Goldwyn-Mayer
- Société de distribution :  Metro-Goldwyn-Mayer
- Pays de production :  États-Unis
- Langue : Anglais
- Métrage : 1 775 m
- Format : Noir et blanc — 35 mm — 1,33:1 — Muet
- Genre : Film dramatique
- Durée : 59 minutes (0 h 59)
- Date de sortie : 
  - États-Unis : 28 mars 1926

## Distribution
- Conrad Nagel : Dominique Prad
- Renée Adorée : Silda
- Paulette Duval : Yvonne
- Frank Currier : Colonel
- George K. Arthur : Colonel
- Matthew Betz : le chef des gitans
- Helena D'Algy : la première sœur de Dominique
- Claire Du Brey : la deuxième sœur de Dominique
- Myrna Loy : la statue vivante